# Walter HWK 109-509

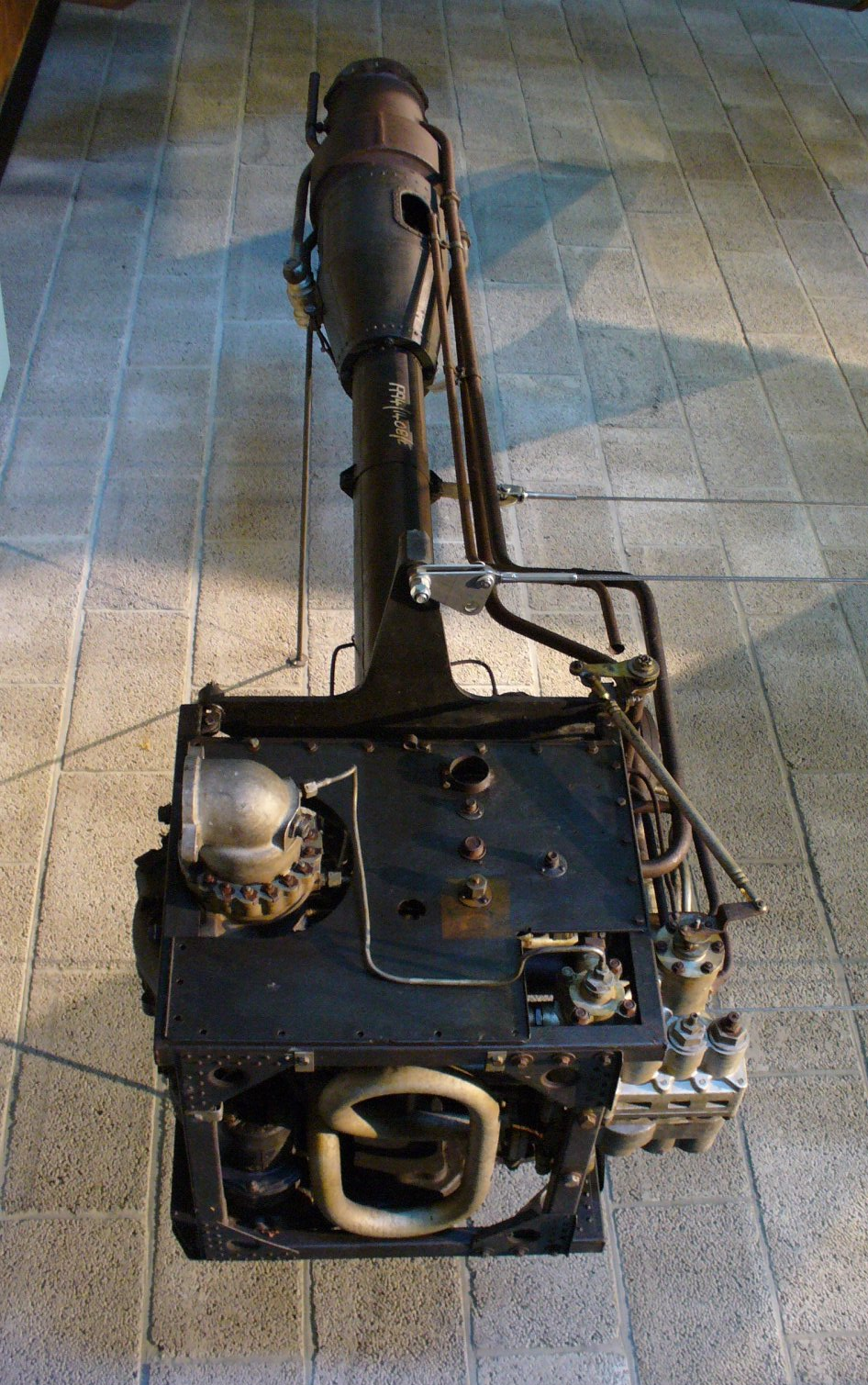
Walter HWK 109-509

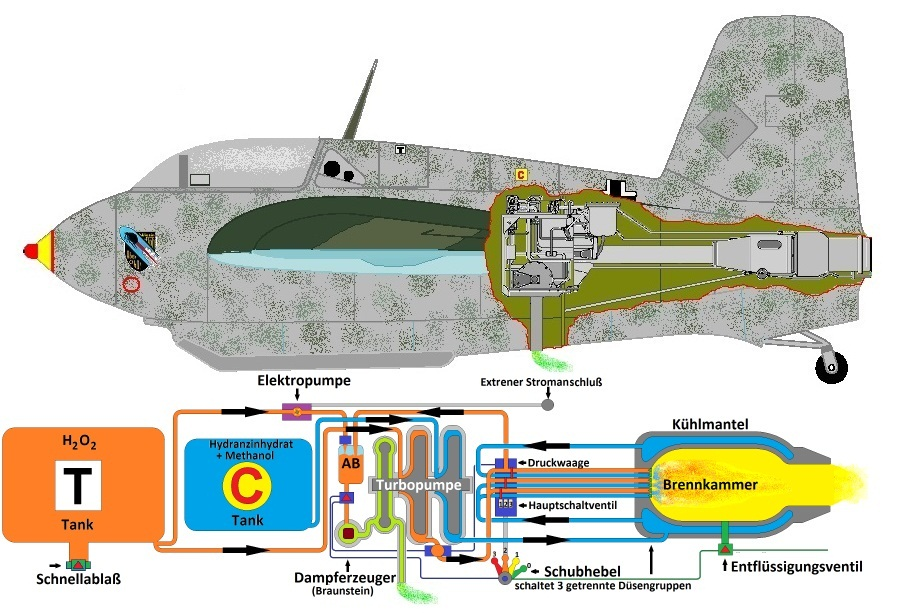
HWK 109-509 schematisch

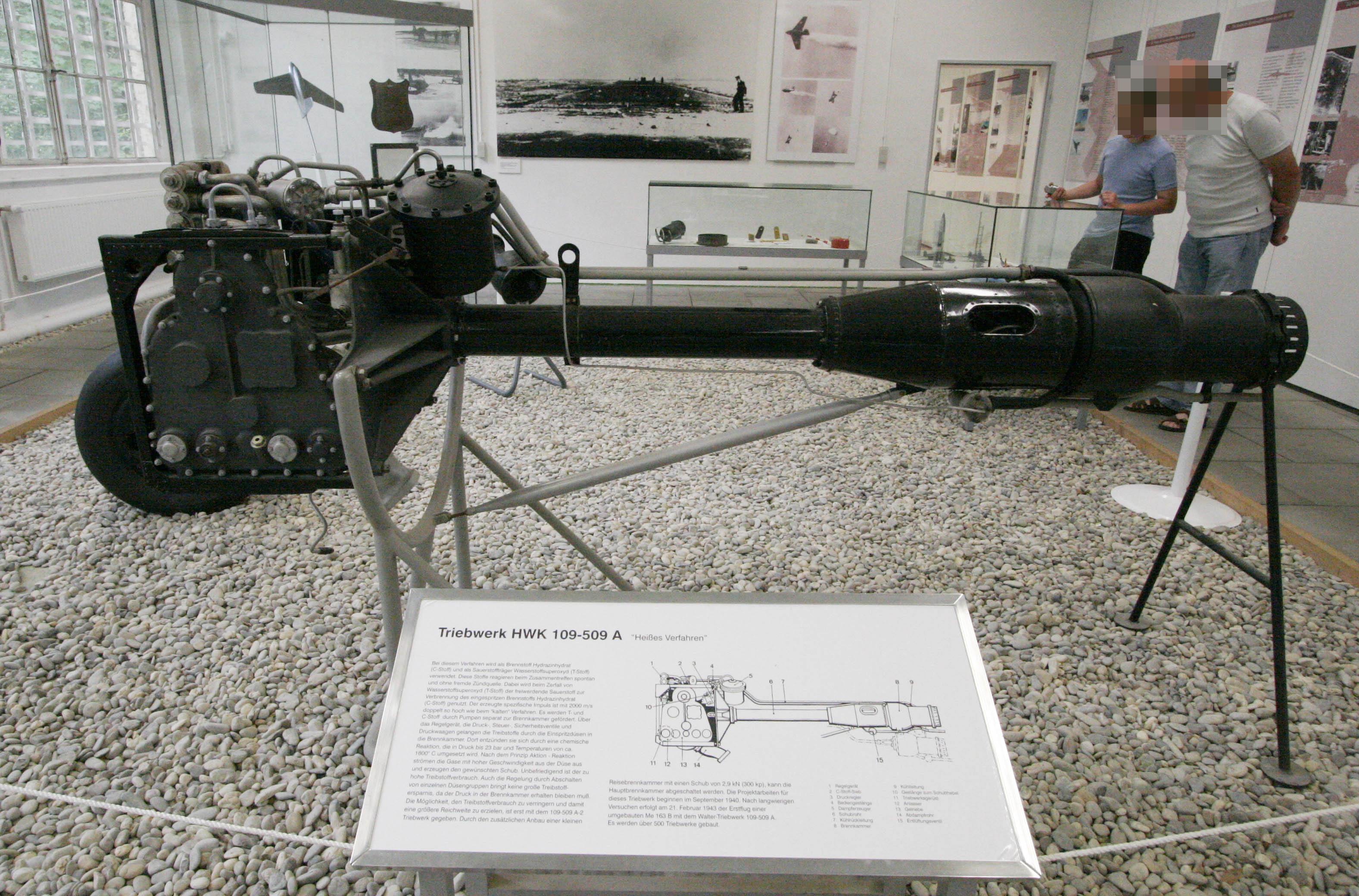
HWK 109-509 A in Gatow

Das Walter HWK 109-509 ist ein Flüssigkeitsraketenantrieb, der im Zweiten Weltkrieg vom Ingenieurbüro Hellmuth Walter in Kiel (HWK) entwickelt wurde. Alle streng geheimen Strahltriebwerke und Raketenantriebe bekamen vom Reichsluftfahrtministerium (RLM) in der Typennummer das unscheinbare Präfix „109“ zugewiesen (siehe auch: Junkers Jumo 004). Der HWK-109-509-Raketenantrieb wurde unter anderem in der Messerschmitt Me 163 und der Bachem Ba 349 eingesetzt.

## Technik
Die Basis bildete das Versuchstriebwerk Walter R 1-203, das nach dem Prinzip des „kalten“ Walter-Antriebs arbeitete, bei dem eine Zersetzung hochreaktiver Stoffe T-Stoff und Z-Stoff (einer Lösung aus Wasserstoffperoxid und Kaliumpermanganat) in einer Reaktionskammer stattfindet. Dabei entstehen Temperaturen von 700 bis 800 °C und der Düse entströmen im Wesentlichen hochgespannter Wasserdampf und Sauerstoff.
Um den freien Sauerstoffanteil besser ausnutzen zu können, wurde das „heiße“ Verfahren entwickelt, indem der Katalysator-Komponente des Treibstoffes zusätzlich ein Kohlenwasserstoff beigemischt wurde. Als geeignet erwies sich hier Methylalkohol.
Also kam statt des Z-Stoffes der sogenannte C-Stoff (ein Gemisch aus 30 % Hydrazinhydrat + 57 % Methanol + 13 % Wasser mit Restanteilen von Kalium-Kupfer-Cyanid) und als Oxidator wieder T-Stoff (80 % Wasserstoffperoxid und 20 % 8-Hydroxychinolin) zum Einsatz.
Dabei verdoppelte sich die Abgastemperatur gegenüber dem „kalten“ Verfahren. Bei der Version A-1 beträgt die Länge des Triebwerkes 2,53 Meter, die Masse 175 Kilogramm und der Schub 5 bis 15 kN.
Das Triebwerk war in Integralbauweise konstruiert worden; sämtliche Baugruppen des Antriebes mit Ausnahme der Treibstofftanks waren in einem Rahmen fixiert. Durch die Zersetzung von T-Stoff in einem mit porösem Braunstein gefüllten Zersetzertopf entstand ein heißes Dampf-Sauerstoff-Gemisch, das die mehrflutige Turbopumpe für die Förderung von T- und C-Stoff antrieb.
Der Treibstoff wurde zunächst mit Hochdruck in den Doppelmantel der Brennkammer geleitet, um diese zu kühlen. Danach floss er zurück zu einer Regeleinheit im Hauptrahmen des Triebwerkes, in der die Menge der beiden Komponenten exakt abgestimmt wurde. Von hier aus floss er wieder zurück zur Brennkammer, in die er durch Zerstäuberdüsen eingespritzt wurde.
Ein Vorteil des HWK 109-509 war die Regulierbarkeit. Das Triebwerk konnte mit einem in fünf Stufen (Aus, Leerlauf, 1, 2, 3) regelbaren Schub von 100 bis 1600 kp betrieben werden. Auf Einsatzhöhe konnte es abgeschaltet werden, wonach die Flugzeuge im Gleitflug angriffen und landeten.  Ein Wiederanlassen nach ca. 2 min Abkühlzeit war möglich, um den verbliebenen Treibstoff zu nutzen. Durch die hohe Explosivität des Treibstoffes kam es jedoch zu einer Reihe von teilweise tödlichen Unfällen. In einer Messerschmitt Me 163 erreichte Heini Dittmar 1941 als erster Mensch eine Geschwindigkeit von über 1000 km/h.

## Bauarten
- A-0: Vorserienausführung, wurde ab Mai 1943 gefertigt. Der Schub dieses Triebwerks ließ sich zwischen 300 kp (2,9 kN) und 1500 kp (14,7 kN) regeln.
- A-1: Erste Serienausführung, wurde ab August 1944 in die Me 163 B eingebaut. Der Schub konnte hier von 100 kp (1 kN) bis 1600 kp (15,7 kN) geregelt werden.
- A-2: Version für die Me 163 C. Dieses Triebwerk besaß neben der Hauptbrennkammer noch eine sogenannte Marschbrennkammer (auch als Marschofen bezeichnet), die einen zusätzlichen Schub von 300 kp (2,9 kN) lieferte. Wurde die Hauptbrennkammer abgestellt, konnte das Raketentriebwerk allein mit der Marschbrennkammer betrieben werden; damit konnte die Lauf- und somit die Flugzeit gesteigert werden. Der Schub der Hauptbrennkammer ließ sich von 200 kp (2 kN) auf maximal 1700 kp (16,7 kN) regeln.
- B-1: Leistungsgesteigerte Version der A-1. Schub zwischen 100 kp (1 kN) und 2000 kp (19,6 kN) regelbar. Eingesetzt in der Me 163 B-1.

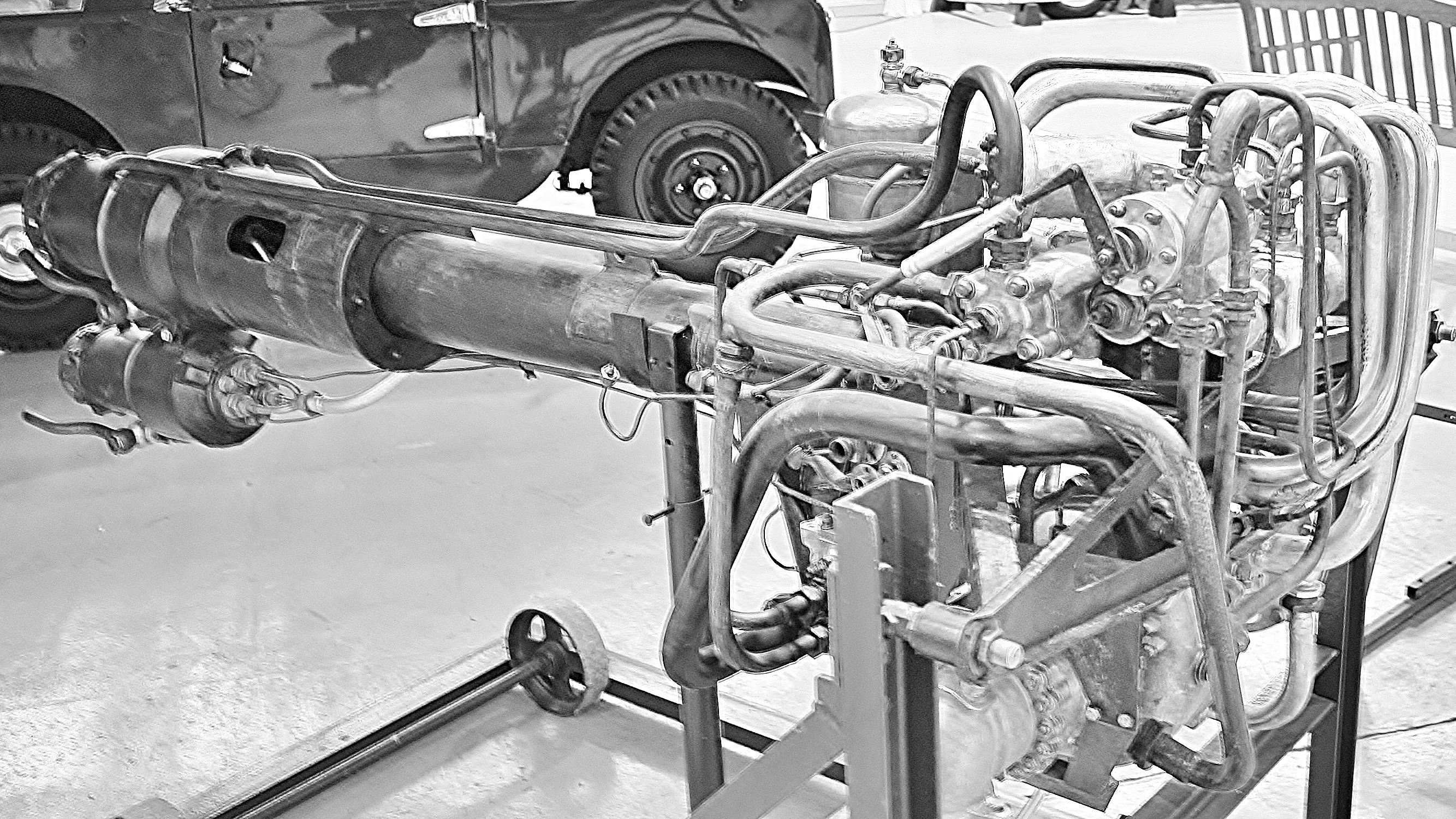
HWK 109-509 C mit „Marschofen“

- C-1: Auf Basis der A-2 leistungsgesteigerte Version. Schub der Hauptdüse zwischen 400 kp (3,9 kN) und 2000 kp (19,6 kN), der Reisedüse 400 kp (3,9 kN)
- D-1: Variante der C-1 für den Einsatz in der Bachem Ba 349 B. Ausgelegt für den Abwurf am Fallschirm.